# Neolophonotus swaensis
Neolophonotus swaensis là một loài ruồi trong họ Asilidae. Neolophonotus swaensis được Londt miêu tả năm 1985. Loài này phân bố ở vùng nhiệt đới châu Phi.